# ریکاردو ملگراتی
ریکاردو ملگراتی (انگلیسی: Riccardo Melgrati؛ زادهٔ ۱۷ ژوئن ۱۹۹۴) بازیکن فوتبال اهل ایتالیا است.
از باشگاه‌هایی که در آن بازی کرده‌است می‌توان به باشگاه فوتبال اینتر میلان، باشگاه فوتبال چزنا، باشگاه فوتبال کومو، و باشگاه فوتبال پرو ورچلی اشاره کرد.
وی همچنین در تیم‌های ملی فوتبال زیر ۱۷ سال ایتالیا و زیر ۱۹ سال ایتالیا بازی کرده‌است.